# Extreme Rules (2011)
Extreme Rules (2011) — третье по счёту реслинг-шоу Extreme Rules, организованное американским промоушном WWE. Мероприятие прошло 1 мая 2011 года в Тампе, штат Флорида на арене «Сейнт-Пит Таймс форум».
Это шоу стало первым, которое рекламировалось под сокращённым названием промоушна — WWE. После WrestleMania XXVII компания совершила ребрендинг и перестала использовать для рекламного продвижения полное наименование организации. 
Шоу по системе PPV посмотрели около 209 тысяч человек. Это превышает сумму продаж прошлогоднего мероприятия.

## Превью
Главной особенностью и маркетинговым ходом шоу является концепция проводимых матчей. Большинство из них имеют «экстремальные правила», которые отличаются жестокостью (по сравнению с боями по стандартным правилам) и применением различного реквизита для повышения зрелищности происходящего (столы, стулья, лестницы и т.д.).
Одним из главных сюжетов того времени было противостояние между чемпионом WWE Мизом и Джоном Синой. На выпуске RAW от 11 апреля Джон, проигравший титульный бой на WrestleMania XXVII, объявил о намерении добиваться реванша против чемпиона. Но его выступление прервали несколько рестлеров, также заявивших о желании побороться за чемпионский титул. В результате Анонимный генеральный менеджер назначил гаунтлет для определения претендента на чемпионство WWE. В матче приняли участие Джон Сина, Рэнди Ортон, Рон Киллингс, Джон Моррисон и Долф Зигглер. Во время боя, когда его участниками остались Сина и Киллингс, вмешались Миз и его протеже Алекс Райли. Это привело к двойной дисквалификации. Тогда Анонимный генеральный менеджер учредил трёхсторонний матч за титул на Extreme Rules. Позднее к нему были добавлены дополнительные условия — поединок пройдёт в стальной клетке. Во время RAW от 18 апреля Киллингс вступил в перепалку с Моррисоном, в результате чего согласился поставить на кон участие в титульном матче. В итоге Джон победил, тем самым заняв место Рона на Extreme Rules.
Вокруг чемпионства мира в тяжёлом весе развернулся сюжет между Кристианом и Альберто Дель Рио. На Smackdown за 8 апреля Альберто снова стал претендентом на титул после того, как победил Кристиана в мейн-ивенте шоу. Генеральный менеджер Тедди Лонг утвердил матч с лестницами между Эджем и Дель Рио на Extreme Rules. Но на эпизоде RAW от 11 апреля действующий чемпион неожиданно объявил о завершении карьеры из-за угрожающей жизни травмы шеи. Эдж был вынужден сдать титул, что привело к поиску нового оппонента для Дель Рио. На Smackdown от 15 апреля в Королевской битве на 20 человек определился второй претендент, которым стал Кристиан. У лучшего друга Эджа уже была продолжительная история с Альберто, что придавало глубину данному сюжету. Для Кристиана участие в титульном матче было знаменательным, поскольку за продолжительную карьеру в WWE он ещё ни разу не становился обладателем главного чемпионства.
Также на Extreme Rules получило продолжение противостояние комментаторов RAW. На WrestleMania XXVII Джерри Лоулер заставил сдаться Майкла Коула. Но Анонимный генеральный менеджер отменил исход матча из-за вмешательства посторонних лиц и дисквалифицировал Лоулера. Таким образом формально победу одержал Коул, что заложило почву для продолжения сюжета. 11 апреля на RAW не без помощи бывшего коллеги Джима Росса Джерри победил тренера своего противника — Джека Суэггера. После этого Лоулер предложил Коулу провести командный матч на Extreme Rules. В итоге был утверждён бой Лоулера и Росса против Коула и Суэггера. 25 апреля на RAW после очередной потасовки между ними Анонимный генеральный менеджер объявил, что матч пройдёт по правилам «порки в стиле кантри». В рамках данного поединка разрешается использование ремней для атаки соперника.
В женском ростере главным сюжетом был конфликт между представителями команды Лейкул (Мишель Маккул и Лейла). Трения между ними копились давно из-за нескольких неудачных попыток вернуть чемпионство Див, а также поражения в командном матче на WrestleMania XXVII. Разлад между командными партнёршами начался 8 апреля на Smackdown, во время матча против Бет Финикс и Келли Келли. После серии эпизодов недопонимания Маккул отказалась принять право боя в ответственный момент, что привело к поражению в поединке. В попытке исправить ситуацию девушки посещали вместе психолога. Но во время последнего сеанса Мишель окончательно разругалась с Лейлой и напала на неё. 29 апреля на Smackdown между бывшими партнёршами состоялся матч, который сразу перерос в неконтролируемую потасовку. В результате Лейла вызвала Мишель на матч без дисквалификаций на Extreme Rules. Маккул приняла предложение при условии, что проигравший покинет WWE.
Продолжение получил сюжет Рея Мистерио и Коди Роудса. На WrestleMania XXVII Коди победил лучадора, используя свою защитную маску. 15 апреля на Smackdown Рей устранил Роудса из матча за претендента на чемпионство мира в тяжёлом весе. Это снова накалило отношения между рестлерами. 22 апреля на еженедельном шоу прошёл матч-реванш, который завершился победой Мистерио. Но после матча Роудс жёстко избил Рея, завершив коронным приёмом на бетонный настил. На этом основании им назначили матч по правилам «удержания где угодно». Во время драфта 25 апреля Мистерио перешёл на RAW. Это означало, что матч на Extreme Rules станет последним в рамках этого противостояния.
К кульминации подошёл сюжет между Новым Нексусом и Рэнди Ортоном. 11 апреля на RAW во время гаунтлета за право матча против чемпиона WWE члены группировки помешали Рэнди победить. Через неделю Ортон одолел СМ Панка в матч-реванше. Панк попытался нанести травму Рэнди, но тот сумел избежать этого. На RAW 25 апреля Ортон по драфту перешёл на Smackdown. Тем не менее Панк вызвал его на поединок на Extreme Rules по правилам «Последний стоящий на ногах». Вызов был принят.
Остальные матчи в рамках мероприятия были назначены непосредственно по ходу шоу. Генеральный менеджер Smackdown анонсировал в матч со столами за чемпионство США между Шеймусом и Кофи Кингстоном. Также был назначен матч с «лесорубами» за командное чемпионство. Действующие обладатели титула Кейн и Биг Шоу защищали его против Уэйда Барретта и Иезекиила Джексона из «Ядра».

## Результаты
| №                                                        | Результат                                                       | Тип матча                                                         | Время |
| -------------------------------------------------------- | --------------------------------------------------------------- | ----------------------------------------------------------------- | ----- |
| Эксклюзивно для посетителей шоу перед началом трансляции |                                                                 |                                                                   |       |
| *                                                        | Син Кара победил Тайсона Кидда.                                 | Одиночный матч                                                    | —     |
| Основное шоу                                             |                                                                 |                                                                   |       |
| 1                                                        | Рэнди Ортон победил СМ Панка                                    | Матч по правилам «Последний стоящий на ногах»                     | 20:07 |
| 2                                                        | Кофи Кингстон победил Шеймуса (c)                               | Матч со столами за титул чемпиона Соединённых Штатов              | 09:09 |
| 3                                                        | Майкл Коул и Джэк Сваггер победили Джерри Лоулера и Джима Росса | Командный матч с ремнями                                          | 07:04 |
| 4                                                        | Рей Мистерио победил Коди Роудса                                | Матч по правилам «Удержания где угодно»                           | 11:42 |
| 5                                                        | Лейла победила Мишель Маккул                                    | Матч без дисквалификаций Проигравшая покидает WWE                 | 05:24 |
| 6                                                        | Кристиан победил Альберто Дель Рио (с Рикардо Родригесом)       | Матч с лестницами за вакантный титул чемпиона мира в тяжелом весе | 21:06 |
| 7                                                        | Биг Шоу и Кейн (c) победили Уэйда Барретта и Иезекиила Джексона | Командный матч за титулы командных чемпионов WWE с «лесорубами»   | 04:15 |
| 8                                                        | Джон Сина победил Миза (c) и Джона Моррисона                    | Трёхсторонний матч в стальной клетке за титул чемпиона WWE        | 19:50 |
| (c) — чемпион на момент поединка                         |                                                                 |                                                                   |       |